# Rolf Heide
Rolf Heide (* 23. Januar 1932 in Kiel; † 14. Juni 2020) war ein deutscher Innenarchitekt und Industriedesigner. Bekanntheit erlangte er zunächst als Designer von Möbeln, Lampen und anderen Einrichtungsgegenständen, später betätigte er sich auch als (Innen-)Architekt und Gestalter von Messen und Ausstellungen.

## Leben
Heide wuchs im besetzten Gdingen auf, wo sein Vater bei einem Zweigbetrieb der Deutschen Werke Kiel arbeitete. Der Vater starb im Krieg, die Familie floh anschließend nach Kiel zum Großvater zurück. Heide absolvierte von 1950 bis 1953 eine Tischlerlehre. Nebenbei spielte er Feldhandball und wurde als Torwart mit dem THW Kiel 1953 Vizemeister. Nach seiner Tischlerlehre studierte Heide bis 1957 Innenarchitektur an der damaligen Muthesius Werkschule in Kiel. Nach einem Hochbaupraktikum und kurzer Tätigkeit in einem Einrichtungshaus machte er sich 1959 selbständig und arbeitete zunächst als freier Mitarbeiter für Zeitschriften wie Brigitte, Schöner wohnen und Architektur & Wohnen. Zusammen mit der Brigitte-Redaktion entwickelte Heide in den 1960er Jahren die Idee, zerlegbare Designermöbel per Versand zu verkaufen. In diesem Zusammenhang entwarf Heide 1966 seinen ersten Design-Klassiker: Die „Stapelliege“, ein aus Schichtholz gefertigtes, stapelbares Bett, dessen Entwurf zahlreiche Nachahmer fand. Auch seine Sofabank aus dem Jahr 1969, die verschiedene variable Kombinationen ermöglicht und einfach zu verpacken ist, gilt als „moderner Klassiker“.
In der Folge arbeitete Heide – zum Teil auch exklusiv – für verschiedene Möbel- und Hausgerätehersteller, darunter Anta, bulthaup, Interlübke, Gaggenau, Miele, SieMatic und Vorwerk.
Seit den späten 1980er Jahren verlagerte Heide seinen Schwerpunkt zunehmend auf die Entwicklung von Corporate Designs, Produktkatalogen, Messen und Ausstellungen (z. B. „linie 3“ auf der Frankfurter Messe 1989–94, „Atmosphere“ 1995/96). 1995/96 war er in Hamburg als Innenarchitekt an der Umgestaltung einer früheren Malzfabrik in das Designkaufhaus Stilwerk beteiligt.
Ab 2001 wirkte Heide hauptsächlich als Designentwickler und Berater.

## Auszeichnungen
- 1972: Bundespreis für Gestaltung
- 1999: Karl-Schneider-Preis für angewandte Kunst und Design der Freien und Hansestadt Hamburg
- 2003: Designpreis der Kölner Möbelmesse[3]

Ferner wurde Heides Werk wiederholt in Ausstellungen gewürdigt, so im Internationalen Designzentrum Berlin (1994) sowie im Hamburger Museum für Kunst und Gewerbe (1994, 2000). 2006 waren zudem zwei seiner Produkte Bestandteil der Ausstellung „Weltmeister Design Deutschland“.